# Santa Maria della Mercede (Palermo)

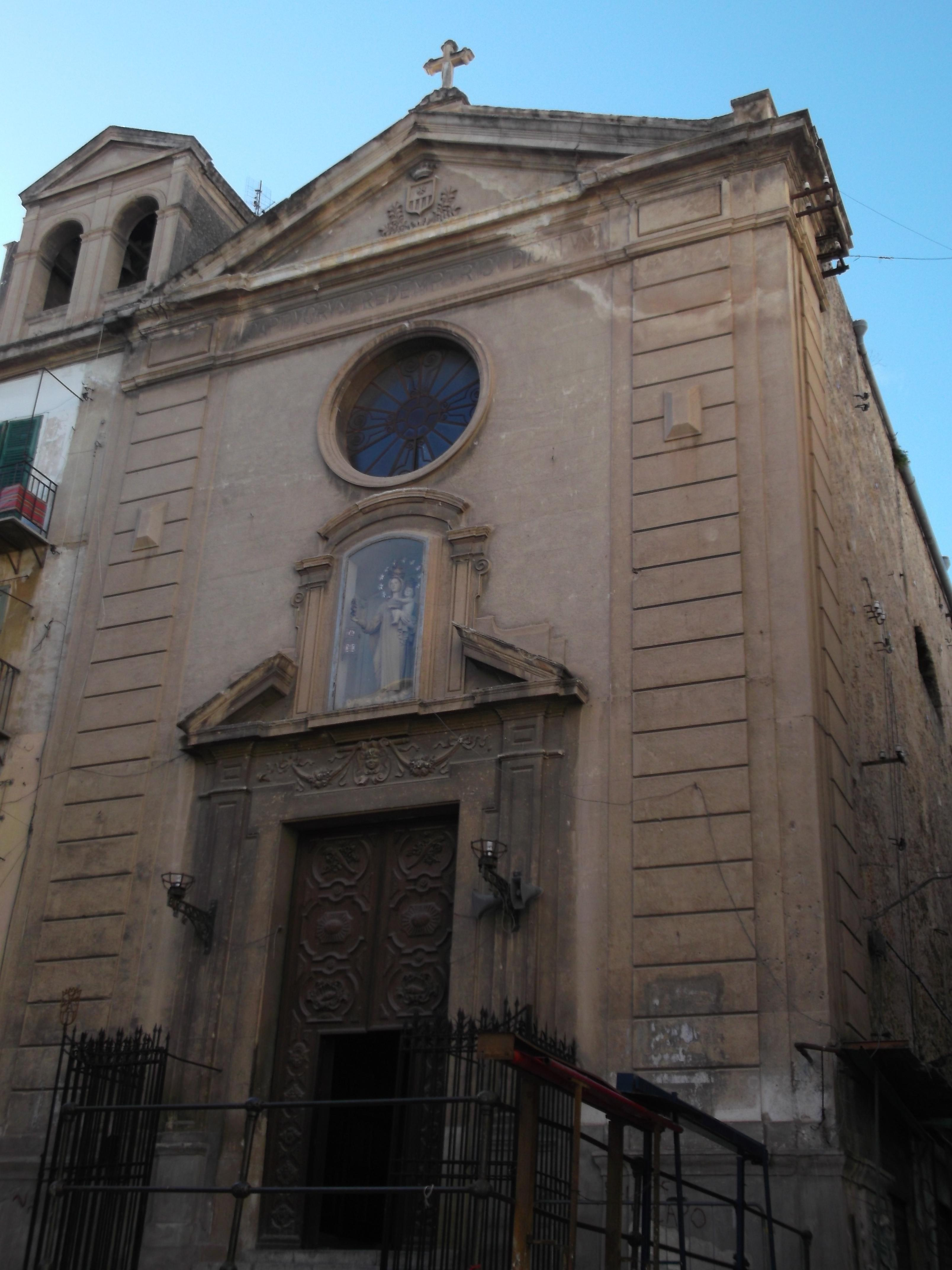
Santa Maria della Mercede

Die Chiesa Santa Maria della Mercede ist ein Kirchengebäude in Palermo.

## Geschichte
In der Nacht vom 1. auf den 2. August 1218 soll Petrus Nolascus, dem späteren Ordensgründer der Mercedarier, die Jungfrau Maria erschienen sein.
Die Erscheinung gab den Ausschlag, in Barcelona einen religiösen Orden mit dem Namen Santa Maria della Mercede zu gründen, der unter der Schirmherrschaft von König Jakob I. (Aragón) stand. Inhaltliches Ziel dieses Ordens war, von Arabern versklavte Christen zu befreien. 1230 wurde der Orden durch Papst Gregor IX. anerkannt.
1463 ließen sich die Mercedarier in Palermo zunächst im Kloster Sant Anna nieder, um schließlich 1482 an anderer Stelle das erste Kloster des Ordens auf italienischem Boden zu gründen.
Am 19. November 1590 schlossen sich Laien zur „Compagnia Santa Maria la Mercè“ mit dem Ziel zusammen, die Marienverehrung zu fördern.
Infolge dieses Zusammenschlusses finden heute noch Prozessionen mit einer Madonnenstatue jeweils am letzten Sonntag im September in Palermo statt. Diese Marienstatue wurde 1813 vom Bildhauer Girolamo Bagnasco erneuert.
1635 erwarb die Compagnia ein Grundstück im Stadtteil Capo zum Bau eines neuen Klosters mit dazugehöriger Kirche.
1866 wurde der Orden aus Palermo vertrieben. Erst 1882 wurde die Kirche wieder für den Gottesdienst geöffnet. Bald gründete sich eine neue Bruderschaft, die sich 1914 „Confraternita della Mercede al Capo“ nannte.
Die Klostergebäude wurden für den Neubau der Cassa di Risparmio (heute Banco di Sicilia) abgerissen, lediglich das in der Via Cappuccinelle und der Piazza Capo gelegene Kirchengebäude blieb erhalten.

## Beschreibung
Einziges dekoratives Element der schmucklosen Fassade ist der mit steinernen Girlanden versehene Türsturz, der in einer Nische mit dem Bild der Gottesmutter endet.
Typisch für eine Prozessionskirche ist das hohe Portal, das die Prozession der über zwei Meter hohen Marienstatue ermöglicht.
Das Innere der einschiffigen Kirche ist eher schlicht gehalten. Lediglich die Pfeiler, Pilaster und ein schmaler Streifen am Gesims sind in rotbraunem Stuck abgesetzt.
Die Westempore ruht auf Marmorsäulen und ist mit Putten und Ornamenten dekoriert. Das neobarocke Chorgestühl stammt von 1910.
Der Altar ist mit farbigem Marmor und Lapislazuli dekoriert, der aus der zerstörten Chiesa Gran Cancelliere stammt. Einige Statuen flankieren das Presbyterium, die Prozessionsmadonna befindet sich in einer Nische links vom Altar.
Das Altarbild stellt „Anna Selbdritt mit Josef und Heiligen“ dar und stammt von einem unbekannten Künstler.